# Кінва (посуд)

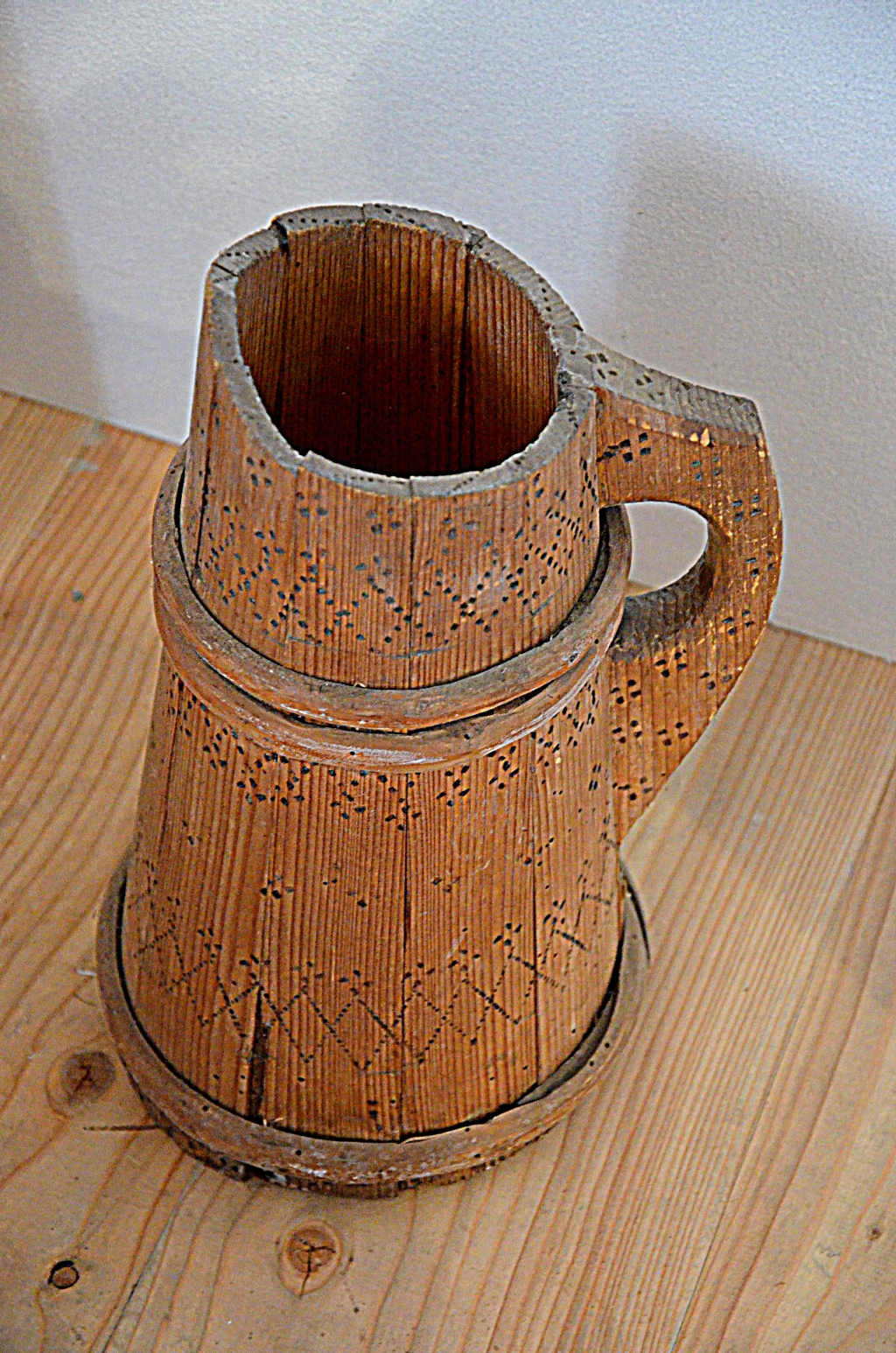
Кінва, вживана для обливання в «поливаний понеділок» (Польща)

Кі́нва (від давн.в-нім. channa — «глек»; можливо, через пол. konew), зменш. коно́вка, коні́вка — дерев'яна посудина для пиття, великий дерев'яний кухоль. Технологія виготовлення кінви може бути різною: її або виточують з одного шматка дерева, або складають з окремих дощечок-клепок аналогічно дерев'яним відрам, бочкам і діжкам.

## Опис
Кінва мала форму зрізаного конуса висотою від 20 до 40 см. Клепки скріплювали два плоских обручі, одна з клепок мала ручку. Деякі кінви споряджали відкидними кришками: їх використовували не тільки для пиття, але й для зберігання і перенесення рідин.
Кінви були в широкому вжитку до початку масового виробництва металевих кухлів, але їх виробляють й досі: як незвичайні сувеніри і як оригінальні пивні кухлі.

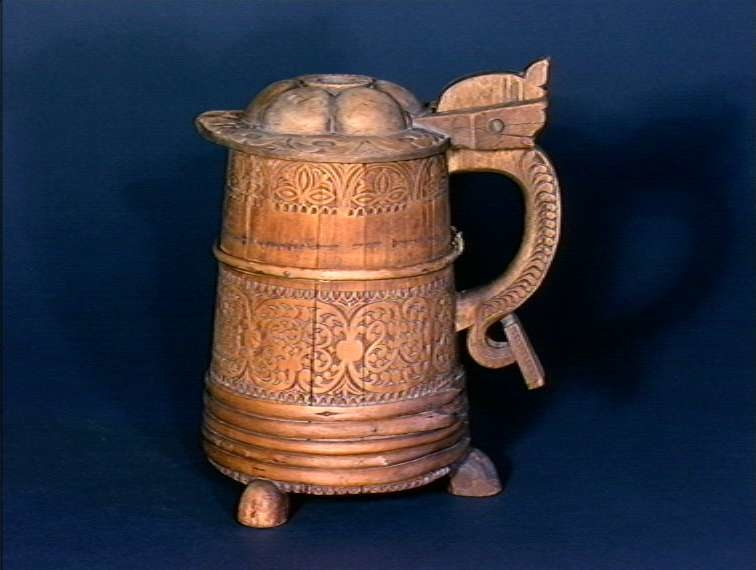
Норвезька різьблена кінва
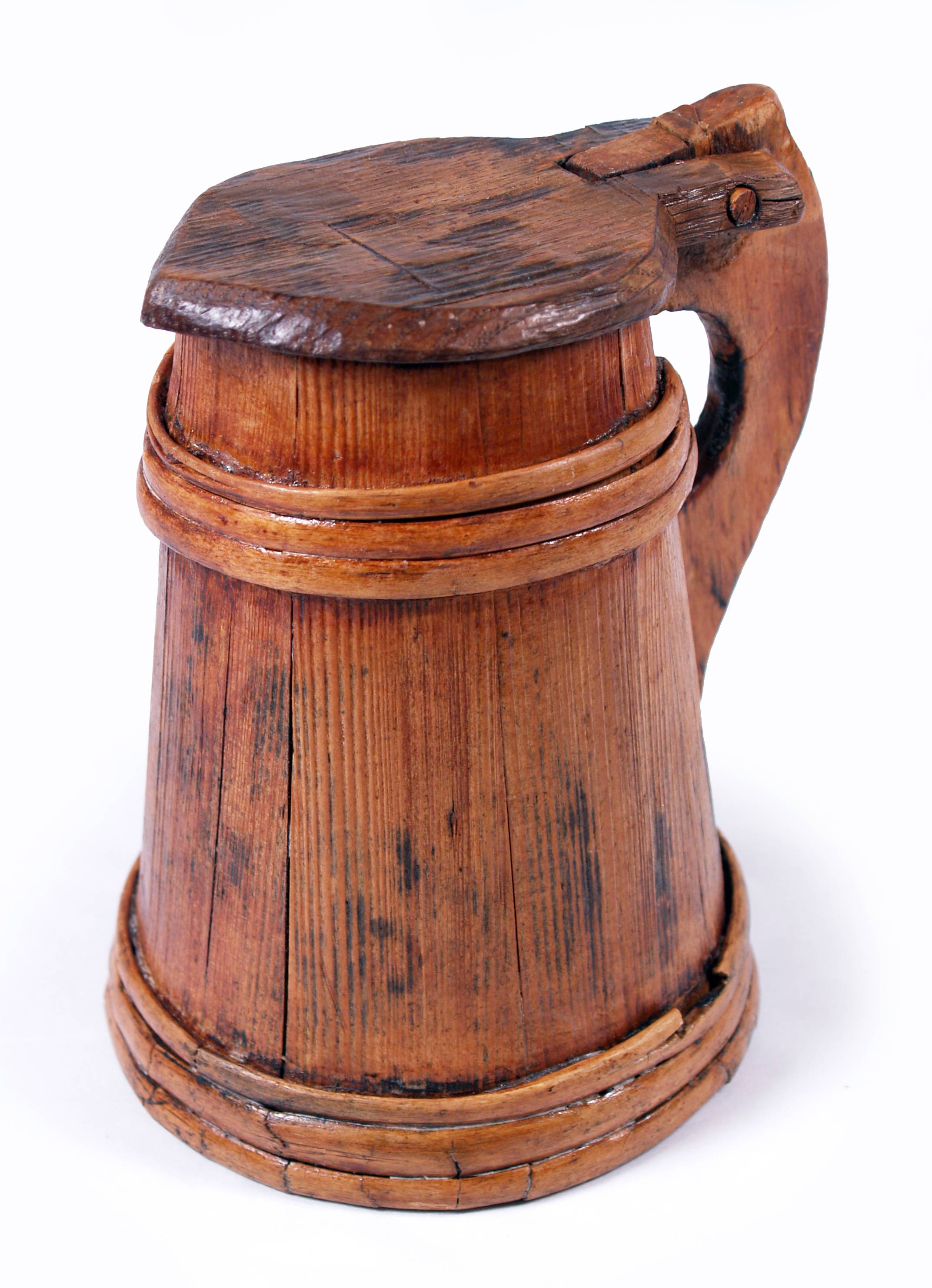
Кінва з кришкою, піднята з караки «Мері Роуз»
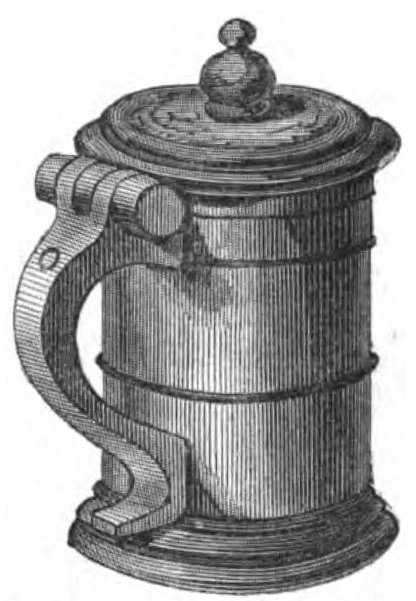
Шведська кінва. Малюнок з книжки Wärend och Wirdarne Гуннара Олофа Гільтен-Кавалліуса (1868)
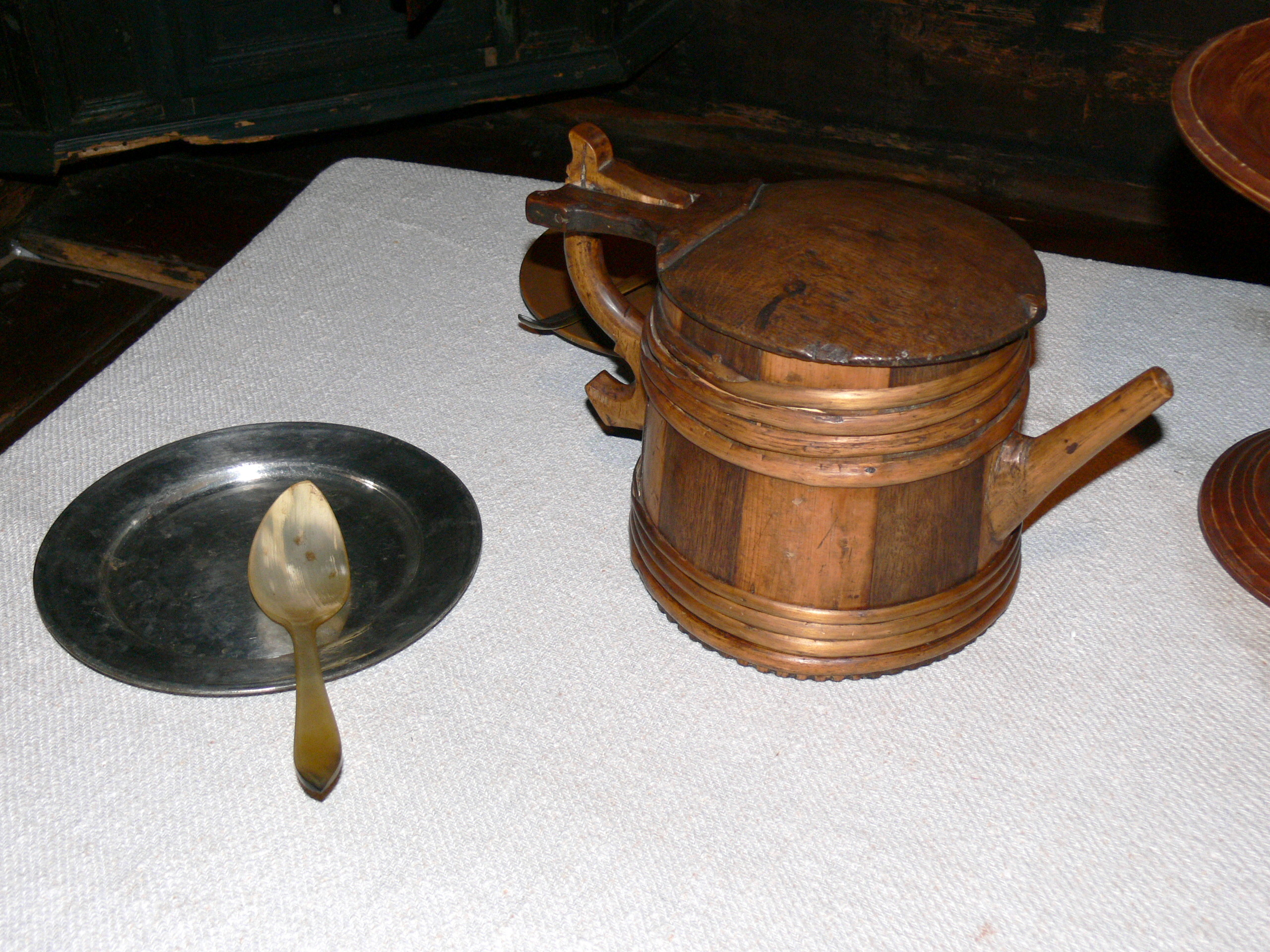
Шведська кінва-«носатка». Музей традиційної культури в Лунді
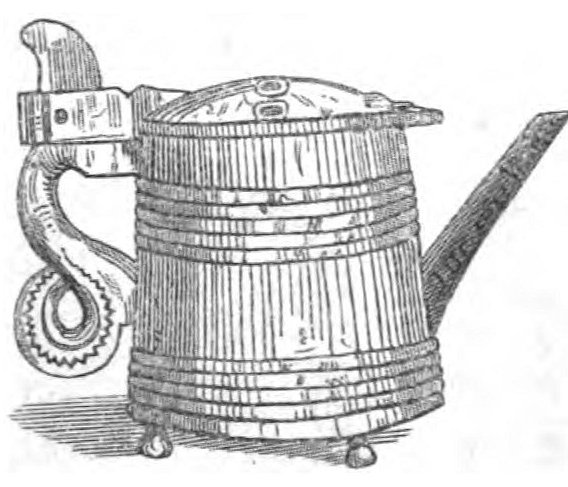
Шведська кінва-«носатка». Малюнок з книжки Wärend och Wirdarne

## Інші значення
«Кінвою» («коновкою», «конівкою») в деяких діалектах української мови можуть називати відро.